# Cytheropteron inflatum
Cytheropteron inflatum är en kräftdjursart som beskrevs av Brady, Crosskey och D. Robertson 1874. Cytheropteron inflatum ingår i släktet Cytheropteron och familjen Cytheruridae. Arten har ej påträffats i Sverige. Inga underarter finns listade i Catalogue of Life.